# Angelika Unterlaufová
Angelika Unterlaufová (* 1946, Gröningen) je německá televizní moderátorka. V éře socialismu byla přezdívána jako „tvář NDR“ (německy „Gesicht der DDR“), protože byla hlavní a nejčastější moderátorkou hlavního zpravodajského pořadu Televize NDR „Aktuelle Kamera“.

## Život
Angelika Unterlaufová začala sbírat první mediální zkušenosti v roce 1969, po absolvování herecké školy v Lipsku, jako hlasatelka provázející rockovým pořadem Notenbude v rozhlasové stanici Stimme der DDR. V roce 1977 poprvé vystoupila v pořadu Aktuelle Kamera. V pořadu byla nejdříve běžnou moderátorkou, později se stala hlavní moderátorkou, která pořadem provázela nejčastěji. V západním Německu se na ní obrátila pozornost zřejmě v roce 1984, když stanice Sender Freies Berlin 26. ledna odvysílala zamilovanou píseň „Angelika vom Fernsehen in der DDR“ hlasatele rádia RIAS Klause Heilbronnera, pod přezdívkou Lonnie, kterou Unterlaufové věnoval. Píseň měla ovšem reakci i v NDR, Unterlaufová byla podrobena výslechu u Stasi, kde se bránila nařčením, že má na západě kontakty a že s Heilbronnerem udržuje vztah.
V roce 1985 Unterlaufovou zvolili čtenáři východoněmeckého televizního časopisu FF dabei „televizní osobností roku“. Unterlaufové, která prostřednictvím státní televize zprostředkovávala dobový politický narativ, bylo několikrát nabízeno, aby vstoupila do partaje. V roce 1987 nakonec do SED vstoupila, odešla z ní však relativně krátce na to v roce 1989. Naposledy provázela zprávami ve východoněmecké televizi 2. července 1990 v přehledu AK am Abend, v roce 1991 byla nakonec z televize propuštěna. Po opuštění východoněmecké televize krátce pracovala jako hlasatelka ve Spiegel TV, v roce 1993 se stala redaktorkou na plný úvazek v komerční televizi Sat.1.
17. srpna 2004 se provdala za novináře a televizního moderátora Ericha Böhmeho. Pár žil v bývalém panském domě na jezeře ve Worinu od května 2006. Angelika Unterlauf má dvě dcery a od 27. listopadu 2009 je vdovou.